# Галака Іван
Отаман Іван Галака (справжнє ім'я — Іван Олексійович Васильчиков  ( 4 травня 1895   Пилипча  — пом. 3 липня 1921) — повстанський отаман, який контролював значні терени в сучасному Ріпкинському районі Чернігівської області у 1918—1921 роках.
Батько Олексій Григорович  був міщанином, мати - Ганна Григорівна Кульгейко, козачка з Голубичів.  
Повстанці здійснювали регулярні атаки на підрозділи червоноармійців та місцевих більшовиків. Бійці Галаки налагодили співпрацю з загонами Білоруської Народної Республіки під проводом генерала Станіслава Булак-Балаховича [Станіслаў Булак-Балаховіч]. Зимою 1921 року, підтримуючи наступ військ УНР, отаман Галака із загоном біля 700 вояків встановив контроль над усіма лісовими теренами Чернігівського й Городнянського повіту, активно діяв і на білоруському Поліссі.
Андрій Лінфорс писав, що повстанці Галаки — це були українські козаки
Після захоплення повстанськими силами містечка Ріпки повстанський штаб поширив таку відозву: «Громадяни! Спасайтесь од насильників-більшовиків, які розстрілюють вас у ЧеКа. Ви не ждіть, доки вас усіх перестріляють, а бийте їх. Ми боремось за вас. Галака». 3 липня 1921 року отаман Галака був підступно, вночі, коли той спав, убитий бійцями карального більшовицького загону у сьогоднішньому Галаківському лісі , разом із ним загинув і побратим-заступник литовського походження Олександр Хоботня з села Тупичів.
В документах ОГПУ зафіксовано, що отаман Галака можливо вижив, симулювавши свою фіктивну смерть, у подальшому переховувався на хуторах і таємно похований у містечку Городня. Звинувачувався радянською пропагандою у вбивствах євреїв.
Радянська історіографія традиційно називала отамана бандитом і приписувала йому різноманітні звірства, які у спогадах місцевих жителів пов'язуються натомість із червоним терором. Місцеві жителі розглядали Івана Галаку як свого роду «поліського Робін Гуда».Нині чернігівські націоналісти встановили на приблизній могилі Івана Васильчикова хрест та щороку вшановують його пам'ять як борця з комуністичною окупацією
Широко розповсюджена версія, що Іван Васильчиков  вбитий секретним агентом ЧК Федором  Гончаровим, втім ця версія з погляду історичної правдоподібності має  декілька серйозних проблем.

## Приватне життя
У 1914 році у  Івана Васильчикова народилася позашлюбна донька Віра. Мати доньки - мешканка Пилипчі Орина Федорівна Гудименко (1892-?).

Примітки
1. ↑  Irena Konovets-Poplavska (12 лютого 2025), ОТАМАН ГАЛАКА З ПИЛИПЧІ ТА ЙОГО ПОБРАТИМИ Ч.3/7 Іван Васильчиков (1895-1920). Шлях до отаманства, процитовано 12 лютого 2025
2. ↑  Отаман Галака: жорстока відповідь на нелюдські знущання - Статті - Всеукраїнський незалежний медійний простір "Сіверщина". siver.com.ua. Архів оригіналу за 23 січня 2022. Процитовано 8 лютого 2020.
3. 1 2 3  Center, Polissya Information. ГОЛУБІ ОЗЕРА Олешні на Чернігівщині (с. Олешня, Софія Русова, отаман Галака). www.polissya.eu. Архів оригіналу за 22 червня 2017. Процитовано 30 червня 2017.
4. ↑  Про отамана Галаку говорили науковці - Всеукраїнський незалежний медійний простір "Сіверщина". siver.com.ua. Архів оригіналу за 13 серпня 2020. Процитовано 8 лютого 2020.
5. ↑  Шляхами отамана Галаки - Всеукраїнський незалежний медійний простір "Сіверщина". siver.com.ua. Архів оригіналу за 6 жовтня 2008. Процитовано 8 лютого 2020.
6. ↑  У могилу застромлювали вила, щоб мститися й мертвому. www.golos.com.ua (укр.). Архів оригіналу за 18 липня 2020. Процитовано 8 лютого 2020.
7. ↑  Irena Konovets-Poplavska (6 березня 2025), ОТАМАН ГАЛАКА З ПИЛИПЧІ ТА ЙОГО ПОБРАТИМИ Ч.5/7 Іван Васильчиков (трав-лип 1921)      Пам'ятаємо..., процитовано 7 березня 2025
8. ↑  Irena Konovets-Poplavska (13 березня 2025), ОТАМАН ГАЛАКА З ПИЛИПЧІ ТА ЙОГО ПОБРАТИМИ Ч.6/7  Орина Гудименко, процитовано 13 березня 2025